# Codos (Tschad)
Codos oder Commandos waren Guerrilla-Gruppen im südlichen Tschad zwischen 1983 und 1986. Sie kämpften gegen die Beherrschung ihrer Region durch die Truppen des damaligen Präsidenten Hissène Habré. Viele Kämpfer waren Veteranen der Regierung-Armee der 1970er oder der Forces Armées Tchadiennes (FAT) von Wadel Abdelkader Kamougué. Diese Einheiten waren 1982 unter Habrés Attacken gegen die kurzlebige Republic of Logone zusammengebrochen. Die Codos umfassten bis zu 15.000 Kämpfer, operierten aber unabhängig.

## Gruppierungen
1983 gab es fünf Gruppierungen:
- Codos Rouge (Rote Kommandos) unter Alphonse Kotiga, mit der Basis in Moyen-Chari.
- Codos Cocotieres (Kokosnuss-Codos) unter Elie Atanga und Elea Djoack, in Mayo-Kebbi.
- Codos Vert (Grüne Codos) unter Pierre Tokino in Logone Oriental.
- Codos Espoir (Hoffnungs-Codos) aus Kayer in Tandjile
- Codos Panthères (Panther-Codos) aus Koulangar in Logone Occidental.

Die Einheiten wurden von der Zentralafrikanischen Republik unterstützt, die den Kämpfern Zuflucht in ihrem Staatsgebiet bot. Habré bemühte sich zuerst um Verhandlungen und machte einen ehemaligen Anführer der codos zum Verteidigungsminister; aber als die Gespräche abbrachen, bediente sich der Präsident wieder der Gewalt. Im August 1984 brachen großflächige Kämpfe in vier der fünf südlichen Präfekturen aus. Die Kämpfer verließen sich dabei auf die Unterstützung von André Kolingba, dem damaligen Präsidenten der Zentralafrikanischen Republik. Die Forces Armées Nationales Tchadiennes (FANT) gingen mit äußerster Gewalt vor, zerstörten viele Dörfer und verübten zahlreiche Massaker an Zivilisten. Bis 1985 war der größte Teil des Südens wieder unterworfen.
Die Roten Codos, welche mit Unterstützung aus Libyen und der Übergangsregierung der nationalen Einheit (GUNT) arbeiteten, waren die effektivsten. Kotiga übte einigen Einfluss über die anderen Gruppen aus und wirkte auch entscheidend, indem er sie überzeugte, den Aufstand aufzugeben, indem er ihnen 1985 und 1986 Vergütungen und Rehabilitation versprach. Viele der ehemaligen Kämpfer wurden von französischen Trainern in einem Rehabilitationszentrum in Mongo wieder eingegliedert („recycled“), unterstützt von einem großen Kader tschadischer Militärs. Während etwa 1.500 in die Streitkräfte des Tschad (FANT) aufgenommen wurden, wurden die meisten Männer in Arbeitsbrigaden für Dienstleistungen in der Landwirtschaft oder im Straßenbau eingesetzt.